# Elliott Sober
Pour les articles homonymes, voir Sober (homonymie).
Elliott R. Sober (né le 6 juin 1948) est un philosophe des sciences américain, professeur Hans Reichenbach et professeur de recherche William F. Vilas au département de philosophie de l'université du Wisconsin à Madison. Sober est connu pour ses travaux en philosophie de la biologie et en philosophie générale des sciences.

## Formation et carrière
Sober obtient son doctorat en philosophie à l'université Harvard sous la direction d'Hilary Putnam, après avoir effectué des études supérieures à l'université de Cambridge sous la direction de Mary Hesse. Son travail est également fortement influencé par le biologiste Richard Lewontin, et il collabore avec David Sloan Wilson (en),, Steven Orzack, et Mike Steel (en),.
Sober est président de la division centrale de l'American Philosophical Association et de la Philosophy of Science Association (en). Il est président de l'Union internationale d'histoire et de philosophie des sciences (Division de logique, méthodologie et philosophie des sciences) de 2012 à 2015. Il enseigne pendant un an à l'université Stanford et il est professeur invité régulier à la London School of Economics.
Depuis 2013, Sober est inscrit au Conseil consultatif du National Center for Science Education. 

## Travail philosophique
L'un des principaux domaines de recherche de Sober est le sujet de la simplicité ou de la parcimonie en relation avec l'évaluation théorique en science. Sober s'intéresse également à l'altruisme, à la fois parce que le concept est utilisé en biologie évolutionniste et également en relation avec la psychologie humaine. Son livre avec David Sloan Wilson, Unto Others : the Evolution and Psychology of Unselfish Behaviour (1998), aborde les deux sujets.
Sober est un critique éminent du dessein intelligent,,. Il écrit également sur les preuves et les probabilités, le réalisme scientifique et l'instrumentalisme, les lois de la nature, le problème corps-esprit  et le naturalisme. 

### Philosophie de la biologie
L'ouvrage de Sober, The Nature of Selection: Evolutionary Theory in Philosophical Focus (1984), a joué un rôle déterminant dans l'établissement de la philosophie de la biologie en tant que domaine de recherche important en philosophie. Selon la Stanford Encyclopedia of Philosophy, « The Nature of Selection ... marque le moment où la plupart des philosophes ont pris conscience de la philosophie de la biologie ». Dans sa critique du livre, le biologiste Ernst Mayr écrit : « Sober nous a... donné ce qui est peut-être l'analyse la plus minutieuse et la plus pénétrante du concept de sélection naturelle dans la mesure où elle affecte le processus d'évolution ». 
Sober travaille à clarifier et à défendre l'idée de sélection de groupe, par exemple dans son livre avec David Sloan Wilson, Unto Others – the Evolution and Psychology of Unselfish Behaviour (1998). Sober travaille également avec le mathématicien biologiste Mike Steel, explorant des questions conceptuelles sur l'idée d'ascendance commune. Et Sober travaille avec le biologiste Steven Orzack, clarifiant et critiquant l'article de Richard Levins de 1966 « La stratégie de construction de modèles en biologie des populations » ; ils travaillent également ensemble sur le concept d'adaptationnisme et conçoivent une méthodologie pour tester l'hypothèse selon laquelle deux espèces présentent un trait parce qu'elles ont un ancêtre commun, et non parce que la sélection naturelle a amené chacune à développer ce trait.

### Parcimonie
La première publication de Sober sur la parcimonie est son livre de 1975, Simplicity . Dans ce document, il soutient que la simplicité d'une hypothèse doit être comprise en termes d'un concept d'information relative à la question. Sober abandonne cette théorie dans les années 1980 lorsqu’il commence à réfléchir au concept de parcimonie cladistique utilisé en biologie évolutionniste. Cela l'amène à penser la parcimonie en termes de concept de vraisemblance, une idée qu'il développe dans son livre de 1988 Reconstructing the Past: Parsimony, Evolution, and Inference . Dans les années 1990, il commence à réfléchir au rôle de la parcimonie dans la théorie de la sélection de modèles, par exemple dans le critère d'information d'Akaike. Il publie une série d'articles dans ce domaine avec Malcolm Forster, dont le premier est leur article de 1994 « Comment savoir quand des théories plus simples, plus unifiées ou moins ad hoc fourniront des prédictions plus précises ». En 2002, il publie un nouvel article « Instrumentalism, Parsimony, and the Akaike Framework », expliquant comment le critère et le cadre d'Akaike et les idées qui les sous-tendent se connectent à l'épistémologie de l'instrumentalisme. Sa publication la plus récente sur la parcimonie, son livre de 2015 Ockham's Razors: A User's Manual, décrit à la fois le cadre de vraisemblance et les cadres de sélection de modèles comme deux « paradigmes de parcimonie » viables.

## Prix et distinctions
Il reçoit en 1991 le prix Lakatos pour Reconstructing the Past : Parsimony, Evolution, and Interference.
En 1999 il est élu à l'Académie américaine des arts et des sciences puis en 2020 membre correspondant de la British Academy. 

## Livres
- Simplicity, Oxford University Press, 1975  (ISBN 0-19-824407-X).
- (éd) Conceptual Issues in Evolutionary Biology: An Anthology, Bradford/MIT Press, 1984; 2e édition 1993  (ISBN 0-262-19549-6).
- The Nature of Selection: Evolutionary Theory in Philosophical Focus, Bradford/MIT Press, 1984; 2e édition, University of Chicago Press, 1993  (ISBN 0-262-19232-2).
- Reconstructing the Past: Parsimony, Evolution, and Inference, Bradford/MIT Press, 1988  (ISBN 0-262-19273-X).
- Core Questions in Philosophy – A Text with Readings, Macmillan 1990  (ISBN 0-13-083537-4).
- Philosophy of Biology, Westview Press (Oxford University Press), 1993  (ISBN 0-8133-0785-6).
- (avec Erik Olin Wright et Andrew Levine) Reconstructing Marxism: Essays on Explanation and the Theory of History, Verso Press, 1992  (ISBN 0-86091-342-2).
- From a Biological Point of View: Essays in Evolutionary Philosophy, Cambridge University Press, 1994  (ISBN 0-521-47184-2).
- (avec David Sloan Wilson) Unto Others: The Evolution and Psychology of Unselfish Behavior, Harvard University Press, 1998  (ISBN 0-674-93047-9).
- (avec Steven Orzack) Adaptationism and Optimality, Cambridge University Press, 2001  (ISBN 0-521-59166-X).
- Evidence and Evolution, Cambridge University Press, 2008  (ISBN 0-521-69274-1).
- Did Darwin Write the Origin Backwards, Prometheus Books, 2011.
- Ockham’s Razors – A User’s Manual, Cambridge University Press, 2015.
- The Design Argument, Cambridge University Press, 2018.

## Articles sélectionnés et chapitres de livres
- Orzack et Sober, « A Critical Assessment of Levins's The Strategy of Model Building in Population Biology (1966) », The Quarterly Review of Biology, University of Chicago Press, vol. 68, no 4,‎ 1993, p. 533–546 (ISSN 0033-5770, DOI 10.1086/418301, S2CID 83524824)
- Orzack et Sober, « Optimality Models and the Test of Adaptationism », The American Naturalist, University of Chicago Press, vol. 143, no 3,‎ 1994, p. 361–380 (ISSN 0003-0147, DOI 10.1086/285608, S2CID 86455809)
- Steven Hecht Orzack et Elliott Sober, Adaptationism and Optimality, Cambridge University Press, 4 juin 2001, 45–63 p. (ISBN 978-0-521-59166-9, DOI 10.1017/cbo9780511609084.003), « Adaptation, Phylogenetic Inertia, and the Method of Controlled Comparisons »
- Sober et Steel, « Testing the hypothesis of common ancestry. », Journal of Theoretical Biology, vol. 218, no 4,‎ 21 octobre 2002, p. 395–408 (ISSN 0022-5193, PMID 12384044, DOI 10.1016/S0022-5193(02)93086-9)
- Sober et Orzack, « Common Ancestry and Natural Selection », The British Journal for the Philosophy of Science, University of Chicago Press, vol. 54, no 3,‎ 1er septembre 2003, p. 423–437 (ISSN 0007-0882, DOI 10.1093/bjps/54.3.423)
- Sober et Steel, « Entropy increase and information loss in Markov models of evolution », Biology & Philosophy, Springer Science and Business Media LLC, vol. 26, no 2,‎ 6 janvier 2011, p. 223–250 (ISSN 0169-3867, DOI 10.1007/s10539-010-9239-x, S2CID 1717581)
- Sober et Wilson, « Adaptation and Natural Selection revisited », Journal of Evolutionary Biology, Wiley, vol. 24, no 2,‎ 13 janvier 2011, p. 462–468 (ISSN 1010-061X, PMID 21226890, DOI 10.1111/j.1420-9101.2010.02162.x, S2CID 9439962)
- Sober et Steel, « Time and Knowability in Evolutionary Processes », Philosophy of Science, University of Chicago Press, vol. 81, no 4,‎ 2014, p. 558–579 (ISSN 0031-8248, DOI 10.1086/677954, arXiv 1301.6470, S2CID 15455041)
- Sober et Steel, « How probable is common ancestry according to different evolutionary processes? », Journal of Theoretical Biology, Elsevier BV, vol. 373,‎ 2015, p. 111–116 (ISSN 0022-5193, PMID 25796555, DOI 10.1016/j.jtbi.2015.03.012, Bibcode 2015JThBi.373..111S)
- Sober et Steel, « Similarities as Evidence for Common Ancestry: A Likelihood Epistemology », The British Journal for the Philosophy of Science, University of Chicago Press, vol. 68, no 3,‎ 1er septembre 2017, p. 617–638 (ISSN 0007-0882, DOI 10.1093/bjps/axv052, arXiv 1501.04665)